# マチェイ・コズラウスキー
マチェイ・コズラウスキー（Maciej Kozłowski、1957年9月8日 - 2010年5月11日）は、ポーランドの俳優。
ウッチ映画大学卒業。『キングサイズ』『シンドラーのリスト』などの映画作品や、テレビドラマにも出演した。
2010年5月11日、C型肝炎ウイルスが原因の肝硬変により死去。52歳没。

## 出演作品
- キングサイズ（ワズ）
- シンドラーのリスト